# Margaret Woodrow Wilson
Margaret Woodrow Wilson (n. 16 aprilie 1886 - d. 12 februarie 1944) a fost fiica lui Woodrow Wilson, Președinte al Statelor Unite ale Americii. A fost Prima Doamnă a Statelor Unite ale Americii între 1914 și 1915.